# Tecnicolor
| Оценки критиков                   | Оценки критиков |
| Источник                          | Оценка          |
| --------------------------------- | --------------- |
| Allmusic                          | ссылка          |
| The Encyclopedia of Popular Music | [ 1 ]           |

Tecnicolor мог быть четвёртым студийным альбомом бразильской группы Os Mutantes. Он должен был стать их представлением в англоязычном мире и включал английские версии песен с альбомов Os Mutantes и A Divina Comédia ou Ando Meio Desligado, перезаписи на португальском и французском языках, а также несколько новых песен.
Альбом был записан в Париже в 1970 году, плёнки были потеряны, пока писатель Карлос Каладо, работавший над биографией Os Mutantes, не обнаружил их. Другая версия мифа состоит в том, что они были недовольны многими записями и отказались от проекта, чтобы вернуться в Бразилию, объясняя, почему три записи были использованы позже в том же году для их альбома Jardim Elétrico.
В 2000 году альбом был выпущен Universal Records с оформлением Шона Леннона, чтобы извлечь выгоду из растущего интереса к Os Mutantes после переиздания их ранних альбомов в конце 1990-х.

## Список композиций
Слова и музыка всех песен — Арнальдо Баптисты, Риты Ли, Серхио Диаса, кроме отмеченных..
| №   | Название                                                                                                  | Автор(ы)                                                   | Длительность |
| --- | --- | ---------------------------------------------------------- | ------------ |
| 1.  | «Panis et Circenses» (Перезапись с Os Mutantes)                                                           | Каэтану Велозу, Жилберту Жил; Английский текст Os Mutantes | 2:12         |
| 2.  | «Bat Macumba» (Перезапись с Os Mutantes)                                                                  | Каэтану Велозу, Жилберту Жил                               | 3:16         |
| 3.  | «Virginia» (Перезапись с Jardim Elétrico)                                                                 |                                                            | 3:23         |
| 4.  | «She's My Shoo Shoo (A Minha Menina)» (Перезапись с Os Mutantes)                                          | Жоржи Бен Жор; Английский текст Os Mutantes                | 2:52         |
| 5.  | «I Feel A Little Spaced Out (Ando Meio Desligado)» (Перезапись с A Divina Comédia ou Ando Meio Desligado) |                                                            | 2:51         |
| 6.  | «Baby» (Перезапись с Os Mutantes; была использована для Jardim Elétrico)                                  | Каэтану Велозу; Английский текст Os Mutantes               | 3:36         |
| 7.  | «Tecnicolor» (Запись использована для Jardim Elétrico)                                                    |                                                            | 3:54         |
| 8.  | «El Justiciero» (Запись использована для Jardim Elétrico)                                                 |                                                            | 3:52         |
| 9.  | «I'm Sorry Baby (Desculpe, Babe)» (Перезапись с A Divina Comédia ou Ando Meio Desligado)                  | Арнальдо Баптиста, Рита Ли                                 | 2:42         |
| 10. | «Adeus, Maria Fulô» (Перезапись с Os Mutantes)                                                            | Сивука, Умберто Тейшейра                                   | 2:39         |
| 11. | «Le Premier Bonheur du Jour» (Перезапись с Os Mutantes)                                                   | Жан Ренар, Фрэнк Джеральд                                  | 2:46         |
| 12. | «Saravah» (Перезапись с Jardim Elétrico)                                                                  |                                                            | 2:59         |
| 13. | «Panis et Circenses (Reprise)»                                                                            | Каэтану Велозу, Жилберту Жил; Английский текст Os Mutantes | 1:23         |

Os Mutantes
- Арнальдо Баптиста[англ.]: вокал (треки 1, 2, 4, 8, 9, 10, 12, 13), клавишные
- Рита Ли: вокал (треки 1, 2, 4, 5, 6, 7, 8, 10, 11, 12, 13), перкуссия
- Серхио Диас[англ.]: вокал (треки 1, 2, 3, 4, 5, 7, 8, 10, 12, 13), гитары
- Лиминья[англ.]: бас-гитара, бэк-вокал
- Динхо Леме: ударные, перкуссия